# 시드니 월쉬
시드니 월시(Sydney Walsh, 1961년 6월 6일 ~ )는 미국의 배우이다.
맨해튼에서 태어났다.

## 출연 작품
- 프로젝트 11 (2011년)
- 써스픽션 (2000년)
- 사무라이 캅 (2000, Paper Bullets)
- 즐거운 인생 (1998년)
- 투마로우 맨 (1996년)
- 실종 (1996년)
- 키스 굿나잇 (1994년)
- 데인저 오브 러브 (1992년)
- 폭풍 속으로 (1991년)
- 4인조 기동 결사대 (1990년)
- 세 남자와 아기 2 (1990년)
- 베트남 최후의 날 (1989년)
- 평원의 추적자 (1989년)
- 암호를 해독하라 (1987년)
- 나이트메어 2 - 프레디의 복수 (1985년) - 케리 역

### 텔레비전
- Get Real (1999)
- 더 영 앤 더 레스트리스 (2010)